# 松山・小倉フェリー
松山・小倉フェリー株式会社（まつやま・こくらフェリー）は、愛媛県松山市に本社を置く海運会社である。2025年6月をもって航路廃止した。

## 沿革
- 1973年（昭和48年）8月21日[2] - 関西汽船が阪神 - 四国 - 小倉の旅客船航路から松山 - 小倉航路を分離、元土佐特急フェリーの「とさ」を買船、「はやとも丸」に改名の上投入し、フェリーによる一日1往復の運航を開始する。当初は松山発が昼便、小倉発が夜便となっていた[3]。
- 1982年（昭和57年）
  - 2月 - 元大阪高知特急フェリー「フェリーかつら」を用船[4]、2隻による夜行1往復に変更[5]。
  - 11月[2] - 室戸汽船から「フェリーむろと (初代)」を用船、「くるしま丸」に改名の上就航。「フェリーかつら」用船解除。
- 1987年（昭和62年）
  - 4月27日[6] - 新造船「フェリーくるしま」就航、「くるしま丸」用船解除。
  - 9月23日[6] - 新造船「フェリーはやとも2」就航、「はやとも丸」引退。
- 2003年（平成15年）5月20日 - 小倉港の発着場所を砂津から浅野に変更[7]。
- 2011年（平成23年）10月1日 - 関西汽船がフェリーさんふらわあに合併され、フェリーさんふらわあによる運航となる。
- 2013年（平成25年）
  - 1月10日 - 石崎汽船の100%子会社となる。
  - 4月1日 - 同年3月31日までフェリーさんふらわあが運航していた 松山 - 小倉航路を継承する[8]。
- 2014年（平成26年）12月26日 - 「マイカー早割・バイク・自転車の早割プラン」を廃止する[9]。
- 2015年（平成27年）1月10日 - 「往復割引」の値下げ幅を30％から10％に変更する[10]。
- 2019年（平成31年）
  - 3月28日 - 所有フェリー2隻のリニューアル完了[11]。
  - 4月1日 - 基本運賃を平均10%値上げ[11]。
- 2024年（令和6年）
  - 7月1日 - 客足の減少、燃料高騰の影響で、この日から一日おきの隔日運航となる[12]。これに伴って「フェリーはやとも2」が引退し、「フェリーくるしま」1隻のみとなる。
  - 12月27日 - 2025年（令和7年）6月30日をもって運航終了、航路廃止を発表[13]。
- 2025年（令和7年）6月30日 - この日の小倉発（松山発は前日の6月29日）を最後に運航を終了し、航路廃止[13]。「フェリーくるしま」が引退。

## 航路
- 松山観光港（愛媛県松山市） - 小倉港（福岡県北九州市）

距離184km、所要時間7時間5分。
一日1往復を夜行便にて運航、ドック時は小倉発を昼行便で運航。
客足の減少、燃料費高騰の影響で、2024年（令和6年）7月1日より一日おきの隔日運航となる。

## 船舶
- フェリーくるしま

1986年（昭和61年）6月竣工、1987年4月27日就航、来島どっく大西工場建造。
4,277総トン、全長119.0m、幅21.0m、出力11,200馬力、航海速力18.0ノット（最大21.6ノット）、旅客定員530名、車両搭載数トラック73台、乗用車41台。
フェリーさんふらわあ時代から継続して運航していたが、2025年7月1日の航路廃止と共に引退した。
- フェリーはやとも2

1986年6月竣工、1987年9月23日就航、2003年（平成15年）改造、新来島どっく大西工場建造。
4,238総トン、全長119.0m、幅21.0m、出力11,200馬力、航海速力18.0ノット（最大21.5ノット）、旅客定員530名、車両積載数トラック73台、乗用車41台。
フェリーさんふらわあ時代から継続して運航していたが、2024年7月1日に引退した。